# Pentaphragma aurantiacum
Pentaphragma aurantiacum är en tvåhjärtbladig växtart som beskrevs av Otto Stapf. Pentaphragma aurantiacum ingår i släktet Pentaphragma och familjen Pentaphragmataceae. Inga underarter finns listade i Catalogue of Life.